# Rindera oschensis
Rindera oschensis är en strävbladig växtart som beskrevs av Mikhail Grigoríevič Popov. Rindera oschensis ingår i släktet Rindera och familjen strävbladiga växter. Inga underarter finns listade i Catalogue of Life.